# Promenade (lieu ou voie)
Une promenade est un lieu (parc, square…) ou une voie sur lesquels on se promène. Les plus notables sont indiqués ici.

## Canada
- La promenade Sussex, à Ottawa. Le 24, promenade Sussex est la résidence du premier ministre canadien.
- La promenade Bellerive, parc à Montréal.
- La promenade Samuel-De Champlain, à Québec.
- La promenade des Glaciers, autoroute en Alberta.

## États-Unis
- La promenade de la gloire, en anglais Walk of Fame, à Los Angeles.
- La promenade fluviale de Chicago, en anglais Chicago Riverwalk, à Chicago.
- La promenade en bois d'Atlantic City, en anglais Boardwalk.

## France
Promenade de la Barre Anglet 64600
- La promenade des Anglais, à Nice.

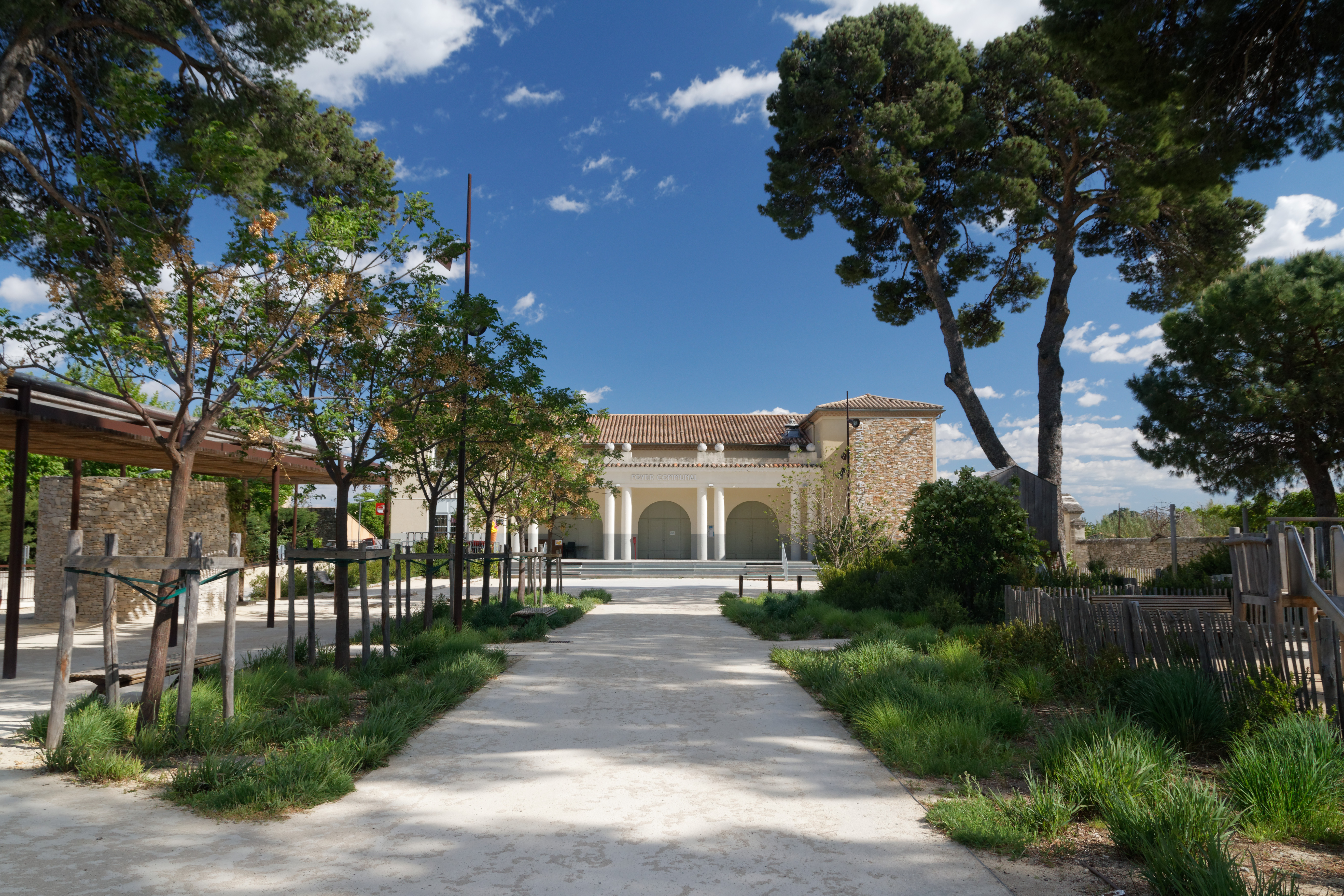
Promenade des Pins, Place Georges Méjean, Calvisson.

- La promenade Bernard-Lafay, à Paris.
- La promenade de la Croisette, à Cannes.
- La promenade Maurice-Boitel, dans le bois de Vincennes, à Paris.
- La promenade Coccinelle, à Paris.
- La coulée verte René-Dumont, à Paris.
- La promenade du quai de Grenelle - Square des Martyrs-Juifs, à Paris.
- La promenade René-Capitant, à Paris.
- La promenade du Peyrou, à Montpellier.
- La promenade Micaud, à Besançon.
- Les Planches à Deauville.
- La promenade des Pins, Place Georges Méjean, à Calvisson, près de Nîmes.

## Belgique
- La promenade du Chemin de fer, à Bruxelles.